# ASK Slavia Praha
ASK Slavia Praha, celým názvem Atletický sportovní klub Slavia Praha je lehkoatletický sportovní klub se sídlem v Edenu, Praze 10-Vršovicích.

## Historie klubu

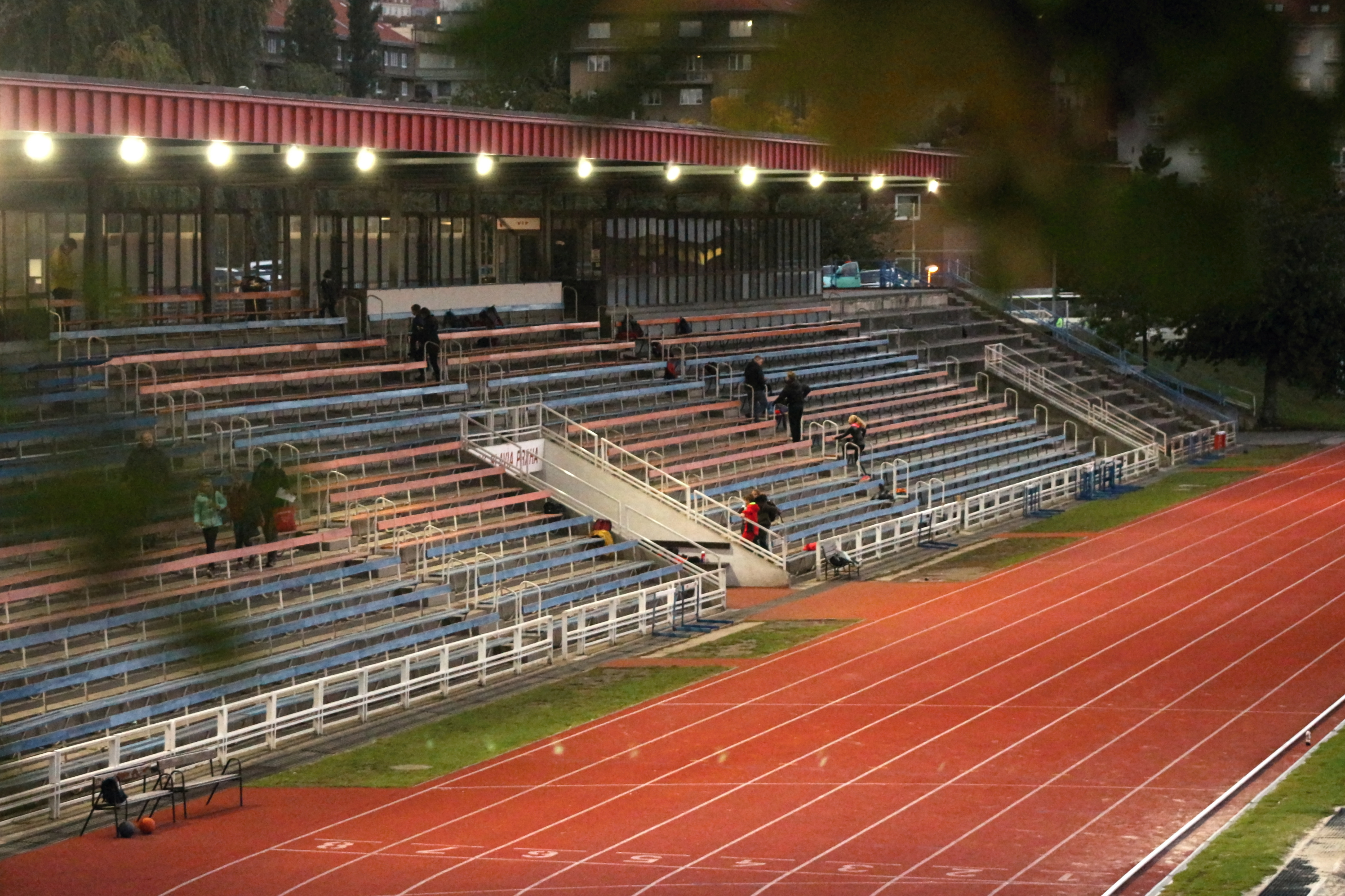
Stadion ASK Slavia Praha ve Vršovicích

Není přesně známo, kdy byl založen atletický oddíl Slavia, ale byl založen za Rakouska-Uherska a (společně s klubem Sparta - tehdy Athletic Club Královské Vinohrady) patří mezi první čtyři spolky v Českém království. Jeho vznik má zřejmě souvislost s českým literárním spolkem Slávia a spolkem velocipedistů, založeným na přelomu 19. a 20. století. Na pražské Letné byl tehdy otevřen atletický stadion nazvaný Slávie s běžeckou dráhou.
V roce 1901 do spolku přešli někteří vynikající atleti např. František Janda-Suk, stříbrný medailista na Olympijských hrách v Paříži. I po vzniku Československa se Atletický oddíl Slavia se pravidelně umisťoval na nejvyšších příčkách sportovních soutěžích. Za klub startovala řady významných atletů i olympioniků, jako např. Luděk Bohman , Evžen Rošický, Tomáš Jungwirth, František Douda, či Slováci Peter Nemšovský, Ján Čado, Ladislav Kořán a další.